# Tim Buktu
Tim Buktu (* 13. Januar 1958 in Wuppertal; † 10. Oktober 2011 ebenda), bürgerlicher Name
Andreas Matthias Johannes Kinzel geb. Müller-Eckhard, war ein deutscher Musiker, Musikproduzent und Fotograf.

## Leben
Schon als Schüler Mitte der 1970er-Jahre lebte Tim Buktu als Musiker von Band-Engagements, machte 1977 Abitur in Wuppertal und unterrichtete bis 1982 an der Freien Musik- und Werkkunstschule in Remscheid. Nach einigen Jahren des Tourneelebens als Gitarrist, Keyboarder, Schlagzeuger und Sänger, unter anderem fünf Jahre als Musiker für Ivan Rebroff, entschied sich Buktu um das Jahr 1986 für das Produzentenfach. Zu seinen Lehrern gehörten Conny Plank und Ansgar Ballhorn.
1984 hatte er, bereits unter dem Namen Manufaktur für feinste Geräusche, in Wuppertal-Vohwinkel das erste Vier-Spur-Studio eingerichtet, das er bald auf acht bzw. 16 Spuren vergrößerte. 1986 gründete Tim Buktu das Schallplattenlabel Pigture Disc in Zusammenarbeit mit Dirk Jessewitsch, veröffentlicht wurde in Reihen wie Pigital Masters, Pigus Rex oder Manufaktur. 1993 vergrößerte er die Manufaktur auf 24 Spuren, Uli Sondermann wurde sein Partner in einer GbR. Seit 2007 firmierte das Studio als Manufaktur Media GmbH mit internationaler Kundschaft und Produktionen für kleine und große Labels.
Neben der musikalischen Tätigkeit arbeitete Tim Buktu auch als bildender Künstler und Grafiker, entwarf unter anderem Corporate Design und Firmenlogo für Unternehmen wie Tapir Wachswaren sowie für die eigenen Plattenfirmen.
Der Name Tim Buktu ist seit 1982 bei der GEMA angemeldet und war in den Ausweispapieren als offizieller Künstlername eingetragen. Vorbild waren Schlussszenen einiger von Carl Barks gezeichneter Donald-Duck-Comicgeschichten: Donald muss fliehen und läuft vorbei an Wegweisern, die Timbuktu als Synonym für ein unendlich fernes Ziel zeigen.
Seit Herbst 2008 arbeitete der Musiker an einer neuen Tim-Buktu-CD, Arbeitstitel "Radioshow".

## Diskografie

### Als Interpret

#### Dr. Seltsam & Propaganda
- Frische Frösche (1982; Metronome)

#### fLEUR dU mINIMAL
- fLEUR dU mINIMAL (1987; Pigus Rex), mit Boris Kazda
- Deutschland, 3. Oktober 1990 (1990; Freistil), mit Johannes Thor

#### Tim Buktu
- Tim Buktu's Barballongs (1982; Deutsche Grammophon), mit Eugen Egner
- Livin like a donkey shot (1989; Heartbeat/Rough Trade)

### Als Produzent (Auswahl)
- Nox – Gabelfrühstück (Gerd Köster, Dirk Raulf, 2006; Poise)
- Das Konzert (Wiglaf Droste und das Spardosen-Terzett, 2004; Kunstmann)
- Euroland (David Becker, 2006; Cool Springs Music) und Leaving Argentina (David Becker, 2007; Acoustic Music)
- Signs of the decline (Massacra, 1992; Phonogramm)
- Sick (Massacra, 1993, Phonogramm)
- Humanize Human (Massacra, 1995; Phonogramm)
- Eindhoven Insanity (Gorefest,1993; Nuclear Blast)
- Kind tot (Kind tot, 1994; Roadrunner)
- Ein toller Tag (Boppin’B, 1996; Financial Desaster)
- Goethe 2 (Lutz Görner,1999; Rezitheater)
- Tilt (Uncle Ho, 1995; Subway)
- Small is beautiful (Uncle Ho, 1997; Subway)